# UB级潜艇
UB级潜艇（德語：U-Boot-Klasse UB）是德意志帝国海军在第一次世界大战期间建造、用于近岸作战的潜艇或称U艇的统称。它被分为UB-I、UB-II和UB-III三个亚型，其中UB-I型建于1914－1915年，用于装备UB-1至U-17号潜艇，另有数艘售予奥匈帝国海军及保加利亚海军使用；UB-II型建于1915－1916年，用于装备UB-18至UB-47号潜艇；UB-III型则建于1916－1918年，用于装备UB-48至UB-155号潜艇。至战争结束时，这一艇级共计建成146艘，其中67艘在战争中丧失，其余幸存艇只则大多移交协约国，并作拆解报废处理。

## UB-I型

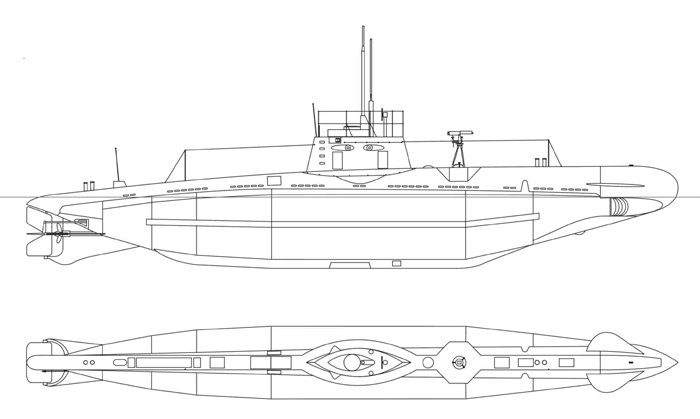
UB-I型潜艇草图

第一次世界大战爆发后不久，随着德意志帝国陆军沿北海海岸快速推进，比利时佛兰德沿岸的安特卫普、泽布吕赫和奥斯坦德等港口相继落入德国人手中，这大大方便了德军潜艇遣出英吉利海峡的作战行动。然而，帝国海军当时却缺乏适合在佛兰德周边狭窄的浅海中行动的U艇。为切断英国对欧洲大陆的支援，德国军方于1914年8月向潜艇监察局（Inspektion des U-Bootwesens）下令，应立即研发适宜大量生产的小型近岸潜艇，并且应能通过铁路运输发往佛兰德沿岸各港口。
此时恰逢大功率的柴油发动机遭遇产能瓶颈，导致大型的远洋潜艇建造越来越拖延。于是潜艇监察局迅速于1914年9月以“34号工程”的名义正式提交了小型潜艇——即UB-I型近岸潜艇的设计方案。这主要是得益于科尔庭生产的60匹公制馬力（44千瓦特）发动机也被纳入采购名单。这款发动机能够快速批量交付，因其原本便是为舰载艇而设计的。然而，仅配备单台柴油发动机的艇型一旦发生故障便极易导致完全失效。
这款单体潜艇的艇体可以分三部分拆卸，并通过铁路平车运送到不同的作战地点。然而，该程序过于耗时，因此UB-2号和后续入役的所有艇型都改为通过运河穿越英国的封锁转运至佛兰德。此外，它们的潜水用时极短，只需22秒便可完成浸没。UB-I型潜艇装备有两具450毫米的艇艏鱼雷发射管（2枚鱼雷）和一挺MG08重機槍作为武器，但这并不适合在捕获法则框架下对船只进行截停检查，因为英国人会为己方水手配备枪支来应对潜艇的威胁。
国家海军办公室于1914年10月15日下达的首批UB-I型潜艇建造订单共有15艘，分别为基尔日耳曼尼亚承建的UB-1至UB-8号，以及由不来梅威悉船厂承建的UB-9至UB-15号。1915年2月，随着同型艇中的两艘——UB-1和UB-15号被转售予奥匈帝国海军（在奥匈帝国海军编为U-10和U-11号），德意志帝国海军又向威悉船厂加订了UB-16和UB-17号。而奥匈帝国的另外三艘——U-15、U-16和U-17号，则是1915年4月向威悉船厂订购，使UB-I型的建造总量达到20艘。它们是“在德国领导层预期建造的远洋潜艇之外、却在其他战线迫切需要的替代品”。

## UB-II型

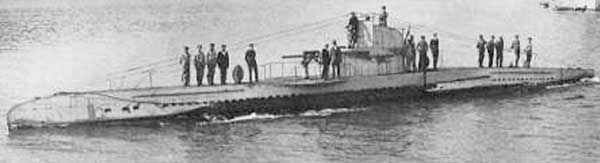
UB-45号

随着U艇战形势的发展，UB-I型潜艇排水量过小、适航性不佳、推进系统可靠性低等问题愈发凸显。其水面航速甚至追不上商船，以5節（9.3每小時）航速潜航1小时后，蓄电池电能便会耗尽。它们甚至无力应对多佛尔海峡8至10節（15至19每小時）的海流。为此，潜艇监察局于1915年4月研发了UB-I型潜艇的放大版——UB-II型。该艇水面排水量增至270吨，艇长36.13米，船体采用单壳体加鞍形水柜构造。最大潜水深度为50米，潜没需时为30－45秒。
UB-II型艇的特点是双桨驱动，具有更大的蓄电池容量和更高功率的发动机。其主机为两台六缸四冲程284匹公制馬力（209千瓦特）柴油机，水面最高航速9節（17每小時），水下6節（11每小時），能够以5节航速续航6,400海里（11,900）。蓄电池被放置在中央潜柜的前方，以配平更重的发动机安装。艇只主武器为两具500毫米鱼雷发射管，采用层叠式布局，以实现可以创造最佳表面效率的弓形设计；鱼雷携带量增至4枚，鱼雷威力亦显著提高。辅助武器是一门50毫米甲板炮，后期又换装为88毫米口径炮。司令塔增加了一具潜望镜，并配备了1根两段式可伸缩通信桅杆，前水平舵外形也做了调整。
由于舷宽增至4.36米，UB-II型艇已然超过铁路限界。不过，向奥匈帝国海军交付的艇只依然通过铁路运输，解决办法是将艇体纵向剖开，分成大致相等的若干部分，再由铁路车厢装运。1915年4月30日，首批6艘UB-II型艇——UB-18至UB-23号的建造订单被授予汉堡的布洛姆与福斯船厂。余下的24艘同型艇也大多在那里建造，除了由不来梅威悉船厂承建的UB-42至UB-47号。UB-43和UB-47号移交奥匈帝国海军，在当地以U-43和U-47号投入使用。此外，威悉船厂还授权奥匈帝国海军在普拉和阜姆建造了另外七艘同款潜艇，编为U-27至U-32号和U-40号。

## UB-III型

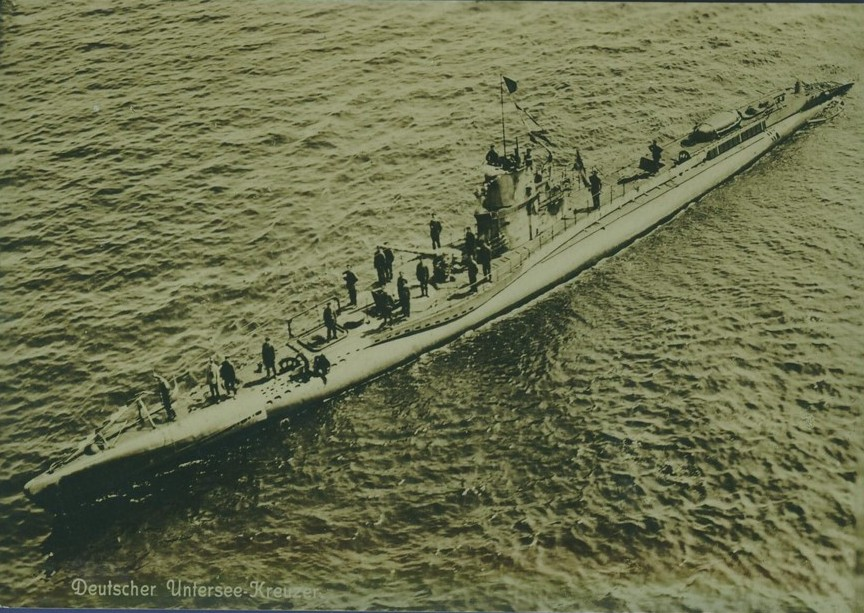
UB-64号

1916年1月，海军中将赖因哈德·舍尔接替病重的胡戈·冯·波尔担任德国公海舰队总司令。虽然舍尔一向对U艇战持支持立场，但他认为在受捕获法则限制的情况下，根本无法发挥U艇的最大威力。此外，就攻击海峡运输线而言，工艺简单、生产周期较短的UB和UC级潜艇显然更适合水浅流急的海峡环境，其中UC-II型艇因击沉了逾1800艘协约国和中立国船只而赢得了可怕的名声，因此应当把这种潜艇作为生产重点。但实战表明，排水量只有300－400吨的UB和UC级潜艇续航力和攻击力不足的缺点非常突出，无法对有护航的商船形成威胁。针对以上不足，潜艇监察局在广获成功的UC-II型布雷潜艇基础上，将其一些特点融入到一款新的鱼雷潜艇中，即UB-III型。
UB-III型采用了双壳体结构。其水面排水量为516吨，全长55.3米，舷宽5.8米。在取消了UC-II型前部的水雷布设装置后，设计工程师对艇艏线形进行了优化，增大了司令塔体积，配备2具潜望镜，司令塔与控制室之间增加一道防水舱壁。这些改进显著提高了潜艇的水下机动性和生存力。为了达到更高的航速，UB-III型以两台500匹公制馬力（368千瓦特）柴油机取代了UC-II型的300匹公制馬力（221千瓦特）柴油机。但由于潜艇不应超过特定尺寸，因此搭载的蓄电池比类似尺寸的舰队远洋潜艇更少。
UB-III型艇的武器装备为前4后1共五具鱼雷发射管，可搭载10枚G6型鱼雷。辅助武器是一门50毫米甲板炮，后期更换为威力更大的88毫米口径炮。其水面最高航速达13.6節（25.2每小時）、水下8節（15每小時），可以6節（11每小時）航速行驶4,200海里（7,800）。
设计完成后，首批24艘战术编号为UB-48至UB-72号的UB-III型潜艇的建造合同于1916年5月20日被平均授予布洛姆与福斯船厂（其后还承建了UB-75至UB-79号和UB-103至UB-117号）、威悉船厂（还承建了UB-80至UB-87号和UB-118至UB-132号）、斯德丁伏尔铿船厂（还承建了UB-72至UB-74号）以及日耳曼尼亚船厂，由这四家船厂各建造六艘。此外，汉堡伏尔铿船厂也承建了UB-72至UB-74号和UB-88号至UB-102号。建造工作将在各船厂在建的UB-II和UC-II型艇完工后开始，但新艇的交付时间不得晚于1917年4月。战争期间，德国军方共订购了逾200艘UB-III型艇，但仅82艘能够赶在战争结束前入役，其中37艘被击沉。根据与德国的停战协定，幸存的UB-III型艇必须移交协约国投降，其中一些艇只甚至服役到1935年。
实战证明，UB-III型的确是一款非常优秀的潜艇，设计工程师在500吨的排水量内实现了潜艇适航性、机动性和战斗力的均衡配置，使得它们得以在敌对行动结束前击沉了累计吨位高达1123211总吨的521艘商船以及包括不列颠尼亚号在内的7艘军舰。尽管《凡尔赛条约》禁止德国在战后组建新的潜艇部队，但德国的海军将领们无意就此丢失优良的设计思路。德国开始生产并出口稍作修改的UB-II和UB-III版本。通过这种方式，工程师的技术水平得以不断提高，最终催生出以UB-III型为蓝本，具有全新、全焊接结构技术和一系列电子和机电设备，并在二战中得到广泛使用的VII级潜艇。

## 技术参数
| 亚型                  | UB-I                                                                        | UB-II                                                                        | UB-III                                                                           |
| --------------------- | --------------------------------------------------------------------------- | ---------------------------------------------------------------------------- | -------------------------------------------------------------------------------- |
| 排水量： 水面/水下    | 127/142吨                                                                   | 263/292吨                                                                    | 516/651吨                                                                        |
| 全长：                | 28.1米                                                                      | 36.13米                                                                      | 55.3米                                                                           |
| 舷宽：                | 3.15米                                                                      | 4.36米                                                                       | 5.8米                                                                            |
| 吃水深度：            | 3.03米                                                                      | 3.7米                                                                        | 3.68米                                                                           |
| 承压舱内径:           | 3.15米                                                                      | 3.85米                                                                       | 3.9米                                                                            |
| 潜航深度：            | 50米                                                                        | 50米                                                                         | 50米或75米                                                                       |
| 潜没耗时：            | 20－33秒                                                                    | 32－45秒                                                                     | 30秒                                                                             |
| 推进装置：            | 1 × 44千瓦柴油机 1 × 88千瓦电动机                                           | 2 × 104千瓦柴油机 2 × 103千瓦电动机                                          | 2 × 404千瓦柴油机 2 × 290千瓦电动机                                              |
| 航速： 水面/水下      | 6.5/5.5节 （12/10.2千米每小时）                                             | 9.2/8.5节 （17/15.7千米每小时）                                              | 13.6/8节 （25.2/14.8千米每小时）                                                 |
| 水面航程： 水下航程： | 1650海里以5节 （3056公里以9千米每小时） 45海里以4节 （83公里以7千米每小时） | 6500海里以5节 （12038千米以9千米每小时） 45海里以5节 （83千米以9千米每小时） | 8500海里以6节 （15742千米以11千米每小时） 55海里以4节 （102千米以7千米每小时）   |
| 武器装备：            | 2 × 艇艏鱼雷发射管 2 × 450毫米鱼雷 甲板炮： 1 × 8毫米MG08重機槍             | 2 × 艇艏鱼雷发射管 4 × 500毫米鱼雷 甲板炮： 1 × 88毫米口径炮                 | 4 × 艇艏鱼雷发射管 1 × 艇艉鱼雷发射管 10 × 500毫米鱼雷 甲板炮： 1 × 88毫米口径炮 |
| 定员： （军官/水兵）  | 1/13                                                                        | 2/21                                                                         | 3/31                                                                             |

## 脚注
1. ↑  Gardiner，第180頁.
2. ↑  Gardiner，第343頁.
3. ↑  Gardiner，第412頁.
4. ↑  Messimer，第127–136頁.
5. 1 2 3 4  Miller，第46–47頁.
6. ↑  Karau，第48頁.
7. 1 2 3 4  陈进，第45頁.
8. ↑  Miller，第48頁.
9. ↑  Spindler，第146–149頁.
10. ↑  Bendert，第39頁.
11. ↑  Karau，第49頁.
12. ↑  Helgason, Guðmundur. .   [2009-03-04]. （原始内容存档于2006-08-22）.
13. ↑  Williamson，第12頁.
14. ↑  Gardiner，第341頁.
15. ↑  Bendert，第45頁.
16. 1 2 3  陈进，第47頁.
17. ↑  Rössler，第50頁.
18. ↑  Rössler，第111頁.
19. ↑  Helgason, Guðmundur. . German and Austrian U-Boats of World War I – Kaiserliche Marine – Uboat.net.   [2022-02-24]. （原始内容存档于2019-09-15）.
20. 1 2 3 4 5  陈进，第239頁.
21. ↑  Bendert，第9頁.
22. ↑  Gröner 1991，第25-30頁.
23. ↑  G.Williamson and I.Palmer, U-Boats of the Kaiser's Navy, 2002
24. ↑  Gröner，第52頁.
25. ↑  Herzog，第56頁.
26. ↑  Herzog，第57頁.
27. ↑  Herzog，第58頁.